# Новицкая-Усенко, Людмила Васильевна
Людмила Васильевна Новицкая-Усенко (род. 10 июля 1934, город Каменское Днепропетровской области) — советский и украинский учёный-медик в области анестезиологии и реаниматологии. Член-корреспондент Национальной академии наук Украины (1991) и Национальной академии медицинских наук Украины (1993). Ректор Днепропетровской медицинской академии в 1981—1996 годах и заведующая её кафедрой анестезиологии и интенсивной терапии в 1973—2008 годах. Доктор медицинских наук (1971), профессор (1973). Депутат Верховного Совета УССР 11-го созыва.
Лауреат премии Правительства Российской Федерации в области науки и техники (1999) и Государственной премии Украины в области науки и техники (2000). Заслуженный деятель науки Украинской ССР (1984).

## Биография
Родилась в семье рабочих.
Окончила с отличием лечебный факультет Днепропетровского государственного медицинского института, где училась в 1952—1958 годах. Член КПСС с 1958 года.
В 1958—1962 гг.  врач-анестезиолог Днепропетровской областной клинической больницы имени Мечникова. В 1962 году в альма-матер защитила кандидатскую диссертацию «Состояние гемодинамики, функции внешнего дыхания и межуточного обмена при различных видах обезболивания» по специальности анестезиология.
В 1962—1964 гг. — заведующий отделом анестезиологии Днепропетровской областной клинической больницы имени Мечникова. В 1964—1965 гг. — исполняющий обязанности ассистента кафедры хирургии Киевского государственного медицинского института имени Богомольца. В 1965—1967 гг. — заведующий отделом анестезиологии Днепропетровской областной клинической больницы имени Мечникова.
В 1967—1971 гг. — доцент кафедры общей хирургии Днепропетровского государственного медицинского института. В 1971 году в том же институте защитила докторскую диссертацию «Гемодинамика и кислотно-щелочное равновесие у онкологических больных в связи с премедикацией, обезболиванием и методом ведения послеоперационного периода».
В 1971—1973 гг. — профессор кафедры общей хирургии Днепропетровского государственного медицинского института. В 1973—2008 гг. — первый заведующий кафедрой анестезиологии и интенсивной терапии Днепропетровской медицинской академии, организатором которой является. В 1978—1981 гг. — проректор по научной работе Днепропетровского государственного медицинского института.
В 1981—1996 гг.  ректор Днепропетровской медицинской академии (институт до 1994 года).
В 1985—1990 гг.  председатель Днепропетровского общества трезвости. В 1990—1992 гг.  председатель Днепропетровского отделения Детского фонда.
С 2008 г.  профессор кафедры анестезиологии и интенсивной терапии Днепропетровской медицинской академии.
Подготовила 6 докторов и 51 кандидата медицинских наук. Академик Международной Академии наук апитерапии и пчеловодства (МАНАП) с 1995 года.
Автор более 700 научных работ, из которых 33 монографии, 12 изобретений, 7 патентов, 12 учебников и учебных пособий.
Среди её наград орден Украинской православной церкви Преподобного Агапита Печерского III степени (2004), медали, знак «Отличник здравоохранения» (1976).